# Smilasioptera candelariae
Smilasioptera candelariae är en tvåvingeart som beskrevs av Edwin Möhn 1975. Smilasioptera candelariae ingår i släktet Smilasioptera och familjen gallmyggor.
Artens utbredningsområde är El Salvador. Inga underarter finns listade i Catalogue of Life.